# Fritz Mielentz
Fritz Mielentz (* 10. Juni 1892 in Königsberg; † 20. April 1945) war ein deutscher Klassischer Philologe und Gymnasiallehrer.
Nach dem Abitur am Friedrichs-Kollegium in Königsberg 1910 studierte er von 1910 bis 1915 an der Universität Königsberg, unterbrochen von einem Semester in München 1913. Seit 1916 nahm er als Unteroffizier am Ersten Weltkrieg teil, erhielt das Eiserne Kreuz 2. Klasse und wurde Ende 1919 aus englischer Kriegsgefangenschaft entlassen.
1923 wurde er an der Universität Königsberg mit einer Arbeit zur Geschichte der Artes liberales promoviert. Seit 1922 war er im preußischen Schuldienst tätig, zunächst in Königsberg, seit 1939 als Direktor des Gymnasiums in Friedland (Ostpreußen).
Neben seiner Tätigkeit im Schuldienst schrieb er mehrere Artikel für Paulys Realencyclopädie der classischen Altertumswissenschaft. Er starb als Angehöriger des Volkssturms im April 1945.

## Veröffentlichungen (Auswahl)
- Beiträge zur Geschichte der artes liberales im Altertum. Königsberg 1924.
- Tarpeia. In: Paulys Realencyclopädie der classischen Altertumswissenschaft (RE). Band IV A,2, Stuttgart 1932, Sp. 2332–2334.